# Nguna
Nguna est une île du Vanuatu située près de la côte nord d’Éfaté, à l’est de l'île de Pele et l’île de Kakula, et à l’ouest de l’île de Moso. Elle a une superficie de 24,5 km2 .

## Géographie
L’île de Nguna est d’origine volcanique, deux cratères de volcans éteints se trouvent sur l’île et son point culminant est le sommet du mont Taputoara à 593 mètres. 
En 2003, le Nguna-Pele Marine Protected Area Network a été établi pour conserver et protéger l’environnement corallien fragile et unique qui se situe autour des îles de Nguna et de Pele. Les 16 communautés des deux îles travaillent ensemble afin de maintenir le bien-être de quelques petites zones marines et terrestres. Les délimitations de ces zones ont été établies par les chefs coutumiers, les conseils des villages, certaines organisations non gouvernementales et des volontaires de Peace Corps. 

## Population
13 villages se situent sur l’île de Nguna, ils sont répartis plutôt au sud, au nord et à l’est de l’île, l’ouest de Nguna n’est pas vraiment habité. La population de l’île était de 1 255 habitants selon le recensement effectué en 2009. Les habitants de l’île de Nguna parlent l’éfaté du Nord (Nakanamanga). 
L'anglais et le bichlamar sont les deux langues véhiculaires pour communiquer avec les autres iles et les touristes. 

## Tourisme
On atteint l’île de Nguna par bateau depuis le port d’Emua. L’île de Nguna est considérée comme l’île périphérique d’Efate la plus développée sur le plan touristique, avec plus de 10 bungalows et maisons d’hôtes. Il y a également plusieurs activités sur Nguna comme la plongée, le marquage de tortues, mais aussi des randonnées sur les volcans éteints. La plupart des hébergements se concentrent dans le village de Taloa, au sud de l’île, mais il y en a aussi dans d’autres villages autour de Nguna. 